# Xylotrechus pyrrhoderus
Xylotrechus pyrrhoderus là một loài bọ cánh cứng trong họ Cerambycidae.